# Schönengrund
Schönengrund este un oraș în cantonul Appenzell Ausserrhoden din Elveția. În 2002, populația orașului număra 470 de locuitori. Suprafața Schönengrundului este de 5,10 km².
Schönengrund atrage turiști atât iarna cât și vara. Iarna, aici există posibilitatea de a practica skiul, snowboardingul și alte sporturi de iarnă, iar vara sunt organizate drumeții.

## Galerie

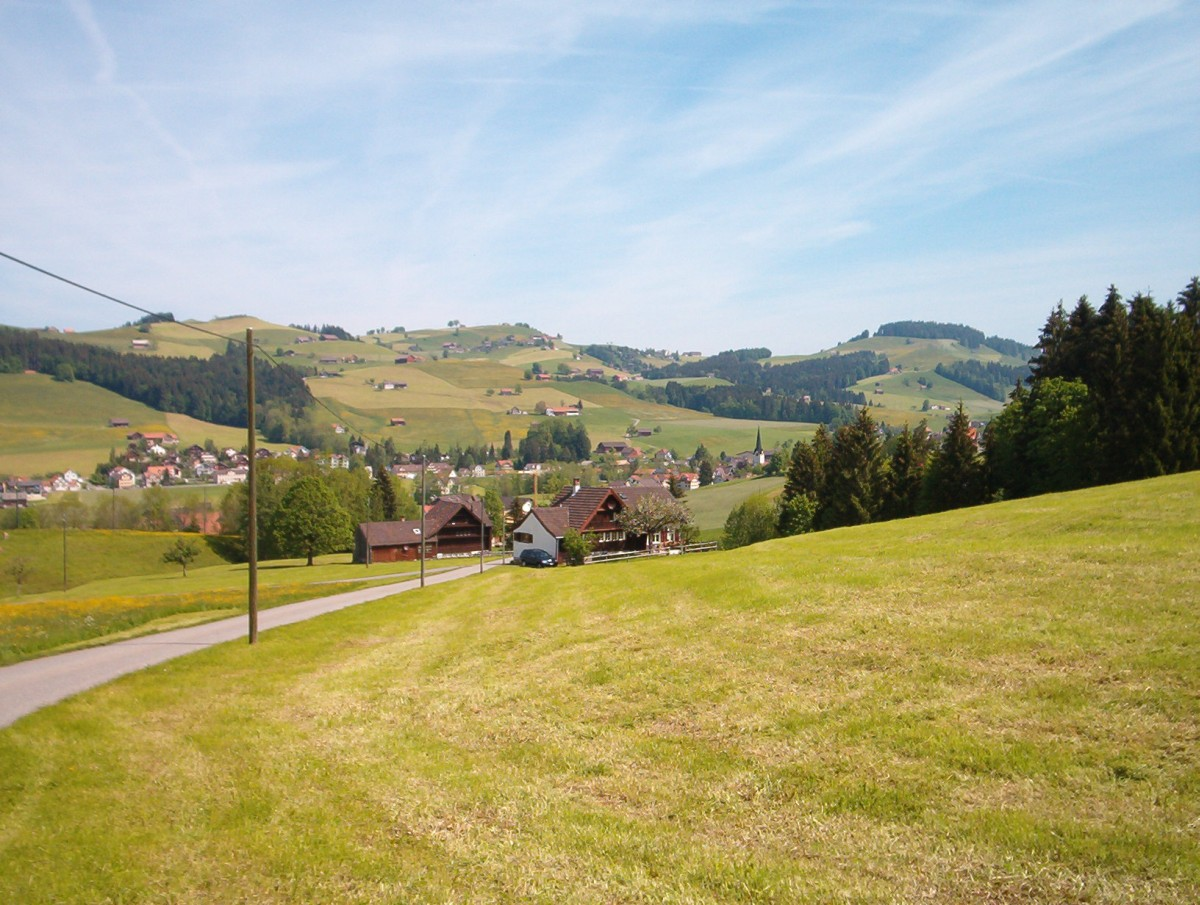
Schönengrund văzut din partea Muntelui Hochhamm, mai 2004.
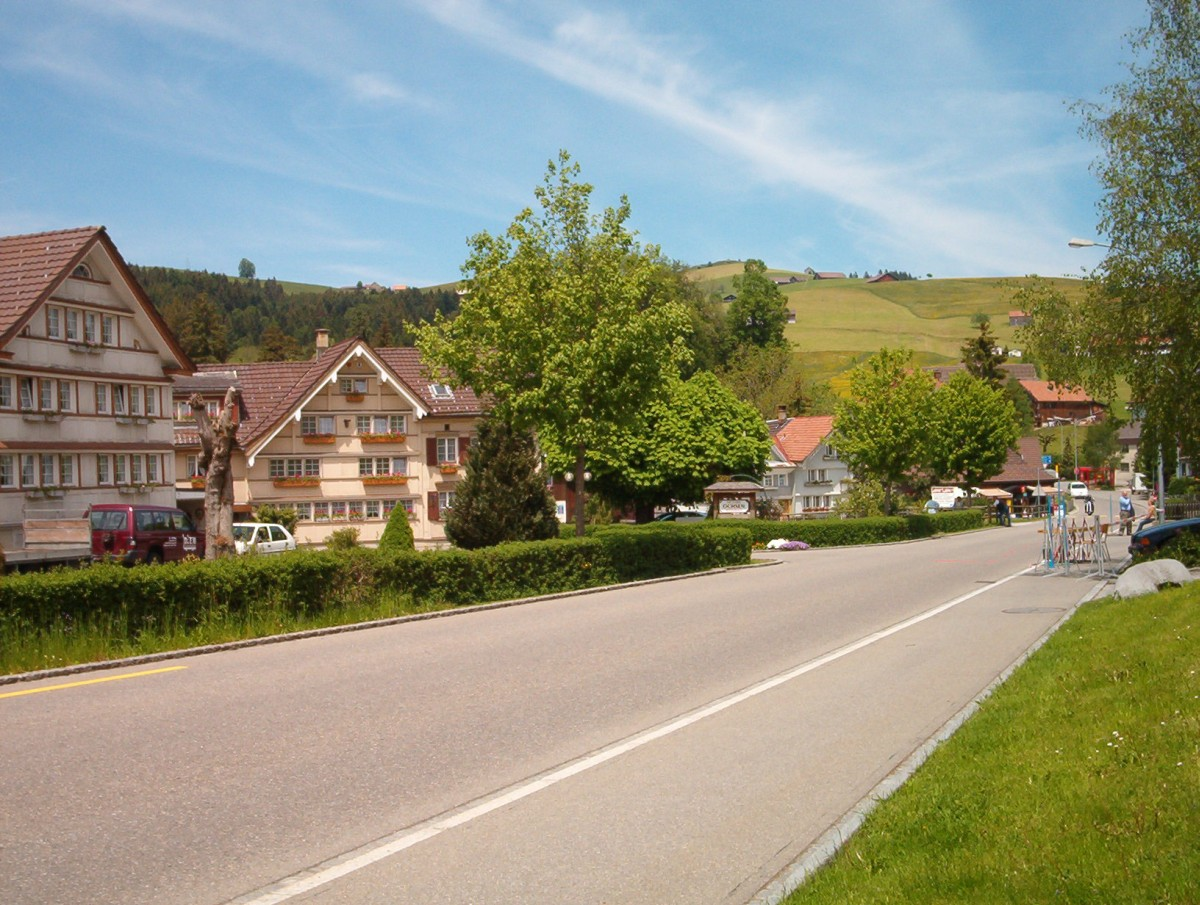
în Schönengrund, mai 2004.
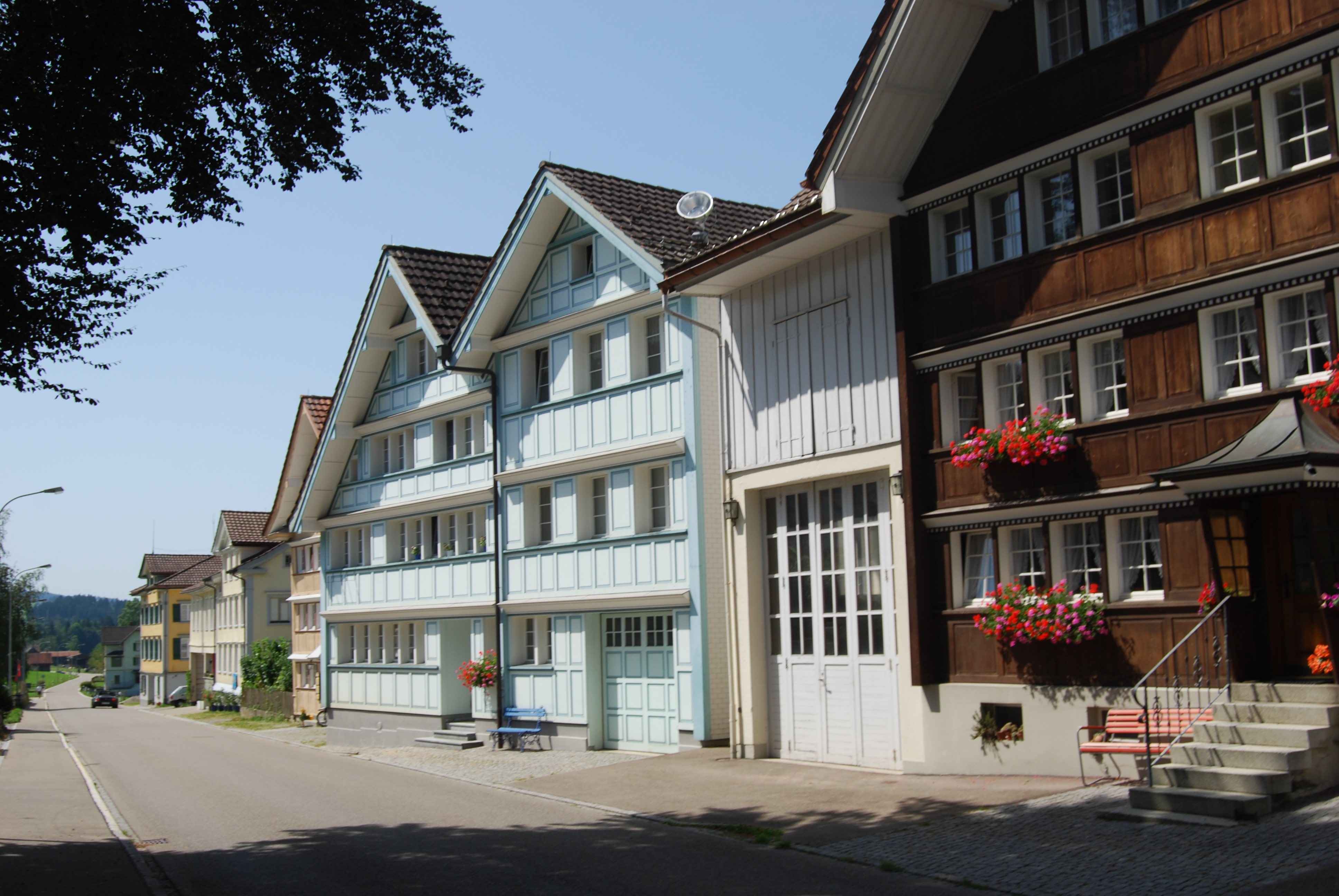
Schönengrund